# Monique Coleman
Adrienne Monique Coleman (Orangeburg, Carolina del Sur, 13 de noviembre de 1980) es una actriz estadounidense, conocida por su aparición en la película de Disney Channel, High School Musical. También actuaba en la serie The Suite Life of Zack & Cody como Mary-Margaret. Monique también compitió en la tercera edición de Bailando con las estrellas, en la cual terminó en cuarto lugar

## Filmografía
| Año       | Título                                       | Personaje         | Notas                                                     |
| --------- | -------------------------------------------- | ----------------- | --------------------------------------------------------- |
| 2023      | High School Musical: The Musical: The Series | Ella misma        | Invitada - 4.ª temporada, episodio 1 y episodio final (8) |
| 2022      | Greed: A Seven Deadly Sins Story             | Zuri Maxwell      | Personaje principal, película                             |
| 2021      | A Christmas Dance Reunion                    | Lucy Mortimer     | Personaje principal, película                             |
| 2020      | The Disney Family Singalong                  | Ella misma        | Especial de televisión                                    |
| 2016      | We Are Family                                | Elise             | Personaje principal, película                             |
| 2015      | The Fourth Door                              | Lain              | Protagonista, serie de TV                                 |
| 2015      | Stitchers                                    | Solaris           | estrella invitada 1 episodio, serie de TV Freeform        |
| 2015      | Naomi and Ely's No Kiss List                 | Robin             | personaje principal, película                             |
| 2010      | The Cleveland Show                           | Fontaisha         | estrella invitada 1 episodio, serie de TV FX              |
| 2009      | Bones                                        | Becca Hedgepeth   | estrella invitada 1 episodio, serie de TV FX              |
| 2008      | High School Musical 3                        | Taylor McKessie   | Coprotagonista, película Walt Disney Pictures             |
| 2007      | High School Musical 2                        | Taylor McKessie   | Coprotagonista, película de TV Disney Channel             |
| 2006—2007 | Dancing with the Stars                       | Ella misma        | participante, Reality Show ABC                            |
| 2006      | High School Musical                          | Taylor McKessie   | Coprotagonista, película de TV Disney Channel             |
| 2006      | Disney Channel Games                         | Ella misma        | Participante, especial de TV Disney Channel               |
| 2005—2006 | The Suite Life of Zack & Cody                | Mary Margeret     | estrella invitada 6 episodios, serie de TV Disney Channel |
| 2005      | The Reading Room                             | Leesha            | personaje principal, película de TV                       |
| 2003—2005 | Boston Public                                | Molly             | estrella invitada 3 episodios, serie de TV                |
| 2005      | Veronica Mars                                | Gabrielle Pollard | estrella invitada 1 episodio, serie de TV                 |
| 2004      | Malcolm in the middle                        | Andrea            | estrella invitada 1 episodio, serie de TV                 |
| 2004      | Married to the Kellys                        | Mesera            | estrella invitada 1 episodio, serie de TV                 |
| 2004      | 10-8: Officers on Duty                       | Maya Barnes       | estrella invitada 1 episodio, serie de TV                 |
| 2003      | Gilmore Girls                                | Andy              | estrella invitada 1 episodio, serie de TV                 |